# 天野佳代子
天野 佳代子（あまの かよこ、1989年7月19日 - 原姓：池田）は日本の元女子バスケットボール選手、バスケットボール指導者。東京都出身。WJBL日立ハイテク クーガーズに所属していた。ポジションはセンターフォワード。180cm。ニックネームは「カコ」。

## 来歴
東京成徳大中・高校から筑波大学に進学。4年次にはユニバーシアード日本代表に選ばれる。
卒業後、日立ハイテククーガーズに入団する。
2013年ユニバーシアードでも日本代表に選出。
2015年引退。
翌2016年から母校東京成徳大高校の体育教諭及び女子バスケットボール部のアシスタントコーチに就任。

## 経歴
- 東京成徳大高 - 筑波大 - 日立ハイテク（2012年〜2015年）

## 日本代表歴
- 2011年ユニバーシアード
- 2013年ユニバーシアード